# Carinodes spinosus
Carinodes spinosus är en stekelart som beskrevs av Albany Hancock 1926. Carinodes spinosus ingår i släktet Carinodes och familjen brokparasitsteklar. Inga underarter finns listade.